# Football Club des Girondins de Bordeaux 1990-1991
Questa voce raccoglie le informazioni riguardanti il Football Club des Girondins de Bordeaux nelle competizioni ufficiali della stagione 1990-1991.

## Stagione
Nel corso della stagione emerse una situazione di grave dissesto finanziario, che nel mese di novembre costrinse il presidente Bez a cedere la proprietà della società all'imprenditore ottico Alain Afflelou. La squadra fu colpita anche da una crisi tecnica, con l'avvicendamento in panchina di tre allenatori, l'eliminazione al primo turno della Coppa di Francia e il decimo posto finale in campionato. Al termine della stagione, la situazione societaria della squadra venne sanzionata dall'organo di controllo finanziario della federazione con la retrocessione d'ufficio in seconda serie.
In Coppa UEFA il Bordeaux subì una doppia sconfitta dalla Roma agli ottavi di finale, la prima delle quali maturata nel giorno in cui venne annunciato il cambio di presidenza. Nei turni precedenti i girondini avevano eliminato Glenavon e Magdeburgo.

## Maglie e sponsor
Lo sponsor tecnico per la stagione 1990-1991 è Uhlsport, mentre lo sponsor ufficiale è Opel. A distanza di dieci anni dalla sua soppressione, venne ripristinata la "V" bianca sulla parte anteriore della maglia.
| Manica sinistra · Maglietta · Maglietta · Manica destra · Pantaloncini · Calzettoni | Manica sinistra · Maglietta · Maglietta · Manica destra · Pantaloncini · Calzettoni |  |

## Organigramma societario
Area direttiva
- Presidente: Claude Bez, dal 28 novembre Alain Afflelou e Jean-Didier Lange[1]

Area tecnica
- Allenatore: Raymond Goethals, dal 7 agosto Gernot Rohr, dal 26 settembre Gérard Gili
- Preparatore dei portieri: Dominique Dropsy

## Rosa
| N. |                    | Ruolo | Calciatore                |
| -- | ------------------ | ----- | ------------------------- |
|    | Camerun (bandiera) | P     | Joseph-Antoine Bell       |
|    | Francia (bandiera) | P     | Philippe Sence            |
|    | Francia (bandiera) | D     | Jean-Pierre Bade          |
|    | Francia (bandiera) | D     | Patrick Battiston         |
|    | Francia (bandiera) | D     | Jean-Luc Dogon            |
|    | Francia (bandiera) | D     | Bixente Lizarazu          |
|    | Polonia (bandiera) | D     | Krzysztof Marx            |
|    | Francia (bandiera) | D     | Didier Sénac              |
|    | Francia (bandiera) | D     | Jean-Christophe Thouvenel |
|    | Algeria (bandiera) | C     | Alim Ben Mabrouk          |
|    | Francia (bandiera) | C     | Didier Deschamps          |
|    | Francia (bandiera) | C     | Jean-Philippe Durand      |

| N. |                        | Ruolo | Calciatore         |
| -- | ---------------------- | ----- | ------------------ |
|    | Francia (bandiera)     | C     | Jean-Marc Ferreri  |
|    | Francia (bandiera)     | C     | Bernard Gimenez    |
|    | Francia (bandiera)     | C     | Pascal Monbrun     |
|    | Francia (bandiera)     | C     | Stéphane Plancque  |
|    | Senegal (bandiera)     | C     | Lamine Sagna       |
|    | Belgio (bandiera)      | C     | Patrick Vervoort   |
|    | Francia (bandiera)     | A     | Christophe Dugarry |
|    | Francia (bandiera)     | A     | Philippe Fargeon   |
|    | Islanda (bandiera)     | A     | Arnór Guðjohnsen   |
|    | Paesi Bassi (bandiera) | A     | Wim Kieft          |
|    | Francia (bandiera)     | A     | Olivier Petitjean  |

## Risultati

### Coppa UEFA
| Lurgan 18 settembre 1990 Trentaduesimi di finale - Andata | Glenavon | 0 – 0 referto | Bordeaux | Mourneview Park (3.250 spett.)\| Arbitro: \| Pedersen \| |
| Arbitro:                                                  | Pedersen |               |          |                                                          |

| Arbitro: | Garcia de Loza |

|                        |           |  |
| Dugarry 6’ Ferreri 10’ | Marcatori |  |

| Arbitro: | Holzmann |

|  |           |                    |
|  | Marcatori | 45’ (rig.) Ferreri |

| Arbitro: | Pairetto |

|             |           |  |
| Ferreri 58’ | Marcatori |  |

| Arbitro: | Blankenstein |

|                                         |           |  |
| Völler 10’, 44’ (rig.) Gerolin 61’, 73’ | Marcatori |  |

| Arbitro: | Karlsson |

|  |           |                                |
|  | Marcatori | 71’ (rig.) Völler 90’ Desideri |